# 파크 페르메

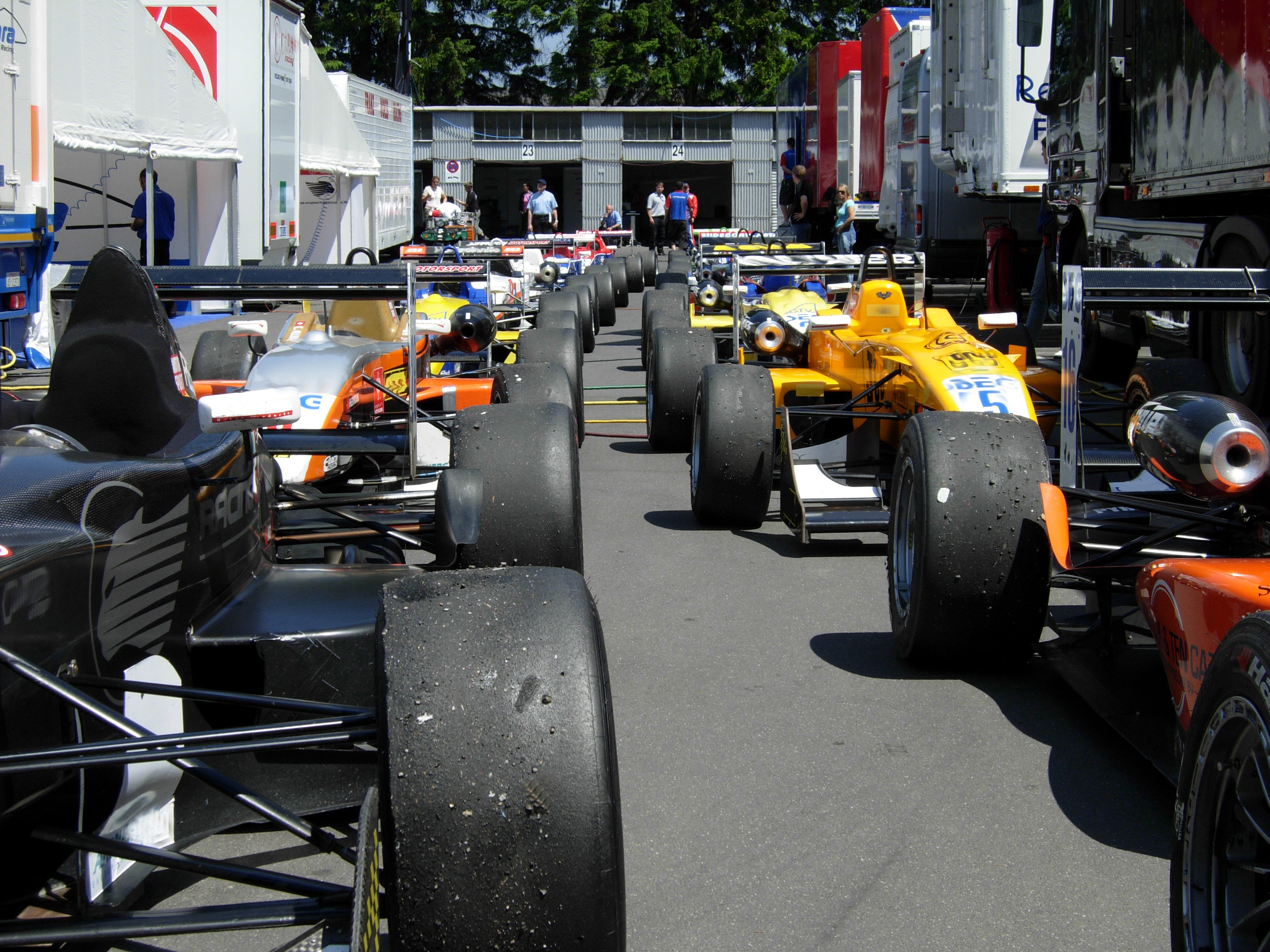
파크 페르메에 주차된 포뮬러 3 차량들의 모습

파크 페르메(프랑스어: parc fermé)는 '닫힌 공원'(closed park)이라는 의미의 프랑스어로, 모터스포츠나 자전거 경기 등에서 경주 전이나 후에 차량을 보관하는 지정된 구역을 의미한다. 특히 포뮬러 원, 세계 랠리 선수권 대회 등에서 대회에 참가하는 차량을 정해진 인원 외에 만지지 못하도록 규정을 두어 격리하는 공간이다.

## 포뮬러 원
포뮬러 원 규정에 의하면 경기에 출전하는 차량들은 예선 경주 종료 후부터 포메이션 랩 시작 다섯 시간 전까지 파크 페르메에 보관되며, FIA 심판(steward)들의 허가 없이 차량에 손을 댈 수 없다. 또한 차량은 해당 예선에 출전함과 동시에 포메이션 랩 전까지 파크 페르메 컨디션(parc fermé condition)에 놓여 타이어를 교체하거나 프런트 윙을 미세하게 조정하는 등의 일부 조정만 가능하고, 기상 변화나 차량에 결함을 미치는 심각한 사고 등으로 경주 감독관(race director)이 별도의 허가를 내리지 않는 한 차량의 부품을 교체하거나 서스펜션의 설정을 바꿀 수 없다. 불가피하게 이를 어겨야 할 경우에 해당 선수는 피트 레인에서 경주를 시작해야 한다.